# Región de Kōshin'etsu
Kōshinetsu (甲信越 Kōshin'etsu?) es una subregión dentro de la región Chubu, Japón, localizada en el centro y este de Honshu. Esta zona comprende la prefectura de Yamanashi, la de Nagano y la de Niigata.
El nombre de Kōshin'etsu es una forma compuesta de los nombres de las antiguas provincias del Japón adyacentes; Kai (actualmente Yamanashi), Shinano (actualmente Nagano) y Echigo (actualmente Niigata). Esta región está rodeada por el Mar de Japón, la región de Hokuriku y la región de Tokai, también por las regiones de Kantō y la región de Tōhoku. El nombre de esta zona geográfica normalmente se combina con la región de Kantō (como "Kantō-Kōshin'etsu"); y a veces se combina con la región de Hokuriku (como "Kantō-Kōshin'etsu-Hokuriku" o "Hokuriku-Kōshin'etsu").